# Henry Hacking
Henry Hacking (* 1750 in England; † 21. Juli 1831 in Hobart, Tasmanien) war ein britischer Seemann und Entdecker, der zu den ersten britischen Kolonisten in New South Wales gehörte. Er wird allgemein als derjenige angesehen, der im Jahr 1802 den Aborigine-Krieger Pemulwuy erschossen und getötet hat.

## Leben
Hacking war der Steuermann der Sirius, dem Flaggschiff der First Fleet, die 1788 die erste britische Kolonie in New South Wales, Australien, gründete.
Er wurde von den Behörden im Außenposten von Sydney als Durchsetzer hochgeschätzt und wurde auf Jagdausflüge geschickt, um Nahrung und Wild für die Kolonie zu beschaffen. Im September 1789, in der Nähe des Middle Harbour, warf eine Gruppe von Cammeraygal-Männern einen Stein auf Hacking, der daraufhin auf sie schoss, wobei zwei Männer getötet oder schwer verletzt wurden.
Hacking kehrte vermutlich nach dem Verlust der Sirius im Jahr 1790 nach England zurück und kehrte 1792 mit der Royal Admiral nach Sydney zurück.
Im März 1799 wurde Henry Hacking von Gouverneur John Hunter beauftragt, Berichten über britische Seeleute nachzugehen, die von Aborigines am Flusslauf des Hunter River im Norden der Kolonie festgehalten worden sein sollen. Hacking traf auf eine Gruppe von Awabakal auf der Südseite des Flusses, die ihm mitteilten, dass die Seeleute zuvor zu Fuß aufgebrochen seien, um nach Sydney zurückzukehren. Hacking glaubte ihnen nicht und wurde wütend, woraufhin er drei Awabakal-Männer erschoss. Die betreffenden Seeleute kamen später zu Fuß in Sydney an.
Hacking führte zahlreiche Jagdausflüge durch, um die Fleischrationen für die ersten Siedler Australiens aufzustocken. Im Oktober 1799 wurde er wegen Meineids zur Verbannung auf Norfolk Island verurteilt, erhielt jedoch eine Begnadigung.
In den Jahren 1800 und 1801 lotste er die Porpoise in und aus Port Jackson. 1802 wurde er zum ersten Offizier der Lady Nelson ernannt. Im Jahr 1802 erschoss und tötete Hacking Pemulwuy, einen Krieger der Bidjigal, der Siedler getötet und belästigt hatte und seit 1790 als gesuchter Mann galt.
Im Jahr 1802 schoss und verletzte Hacking seine ehemalige Geliebte Ann Holmes, wofür er zum Tode verurteilt, aber 1803 begnadigt wurde. Ebenfalls 1803 wurde er für schuldig befunden, Marinevorräte von der Investigator gestohlen zu haben, und erneut zum Tode verurteilt, dann jedoch begnadigt, unter der Bedingung, dass er nach Van-Diemens-Land deportiert würde.
Im Jahr 1804 wurde Hacking zum Bootsmann des Vizegouverneurs in Hobart ernannt. Im Juli 1806 wurde er zum Lotsen in Hobart ernannt und erhielt ein Gehalt von 50 Pfund pro Jahr. Er starb am 21. Juli 1831 in Hobart.

## Vermächtnis
Port Hacking, südlich der Botany Bay, bekannt als Deeban bei den traditionellen Besitzern, wurde ihm zu Ehren 1796 von Matthew Flinders benannt.